# Joan Coromines
Joan Coromines i Vigneaux (Barcelona, 21 de marzo de 1905-Pineda de Mar, 2 de enero de 1997) fue un filólogo, lexicógrafo y etimólogo español, autor del Diccionario crítico etimológico castellano e hispánico, del Diccionario crítico etimológico de la lengua castellana y del Breve diccionario etimológico de la lengua castellana, que hizo grandes aportaciones al estudio del catalán, castellano y otras lenguas romances.

## Biografía
Hijo del político Pedro Corominas y de la pedagoga Celestina Vigneaux, y hermano del matemático Ernest Corominas y de la psicoanalista Júlia Coromines, desde muy joven mostró interés por la lingüística. Estudió en la Facultad de Filosofía y Letras de la Universidad de Barcelona y completó estudios en varias ciudades europeas entre 1925 y 1929: estancias en Montpellier (donde tuvo que refugiarse debido a sus actividades contra la dictadura de Primo de Rivera), en Madrid, donde cursó el doctorado, y en Zúrich, donde viaja en 1929 para ampliar estudios con Jakob Jud, quien tanto le influyó. También mantuvo contacto con grandes profesores: Grammont y Millardet en Montpellier, Américo Castro y Ramón Menéndez Pidal en Madrid. En 1930 empezó a trabajar en el Instituto de Estudios Catalanes en el equipo lexicográfico de Pompeu Fabra; en 1931 publicó la tesis doctoral Vocabulario aranés. El mismo año comenzó a preparar su Onomasticon Cataloniae, monumental recopilación etimológica de todos los topónimos del dominio lingüístico catalanohablante basada en encuestas orales, un proyecto único en Europa que logró finalizar en el último tramo de su longeva vida.

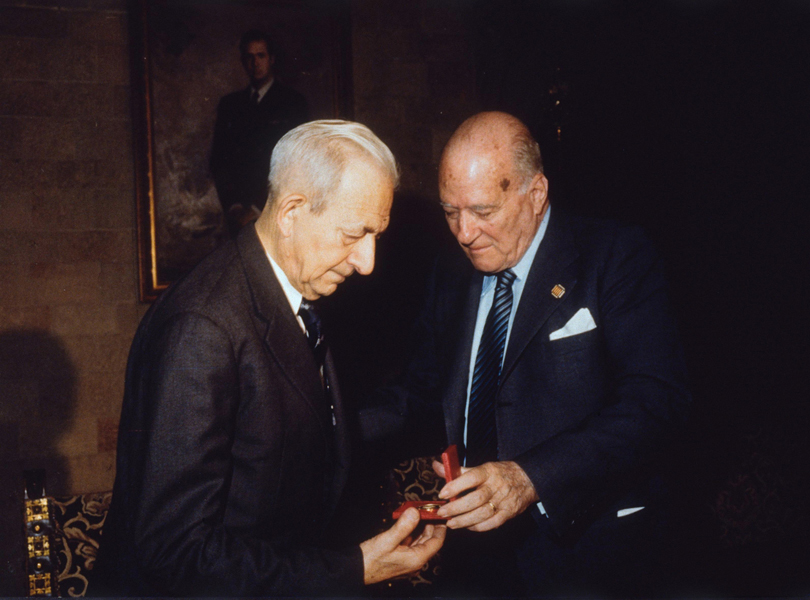
Joan Coromines (izquierda) recibiendo la Medalla de Oro de la Generalitat de Catalunya de Josep Tarradellas (1980).

Catalanista, republicano declarado y antifranquista, después de la guerra civil española se exilió en diversos países, hasta conseguir una cátedra en la Universidad de Chicago en 1946. Entre los países en los que estuvo se encuentra Argentina. Allí, en la Facultad de Filosofía y Letras de la Universidad Nacional de Cuyo, fundó el Instituto de Lingüística denominado Joan Corominas e inició la publicación de la revista  Anales del Instituto de Lingüística, publicación actualmente vigente. En tal Instituto se celebran en septiembre de 2017 las I JELING (Primeras Jornadas de Estudios Lingüísticos), las cuales dan cuenta de la persistencia de la labor de Corominas en Mendoza (Argentina). En 1950 fue nombrado miembro adjunto del Instituto de Estudios Catalanes (la academia de la lengua catalana), aunque no se incorporó hasta 1952, cuando regresó temporalmente a España tras trece años de exilio. En 1967 se jubiló como profesor en Chicago y regresó a Cataluña, instalándose en Pineda de Mar, en la comarca del Maresme. Se centró entonces en las grandes obras lexicográficas que constituían la razón de ser de su vida, y rechazó cualquier ofrecimiento que lo distrajera de dicho objetivo. Entre 1980 y 1991 preparó el Diccionari etimològic i complementari de la llengua catalana (Diccionario etimológico y complementario de la lengua catalana). Recibió en 1984 el Premio de Honor de las Letras Catalanas y en 1989 el Premio Nacional de las Letras Españolas, alta distinción que otorga el Gobierno español. Corominas aceptó el Premio Nacional de las Letras Españolas, dotado con cinco millones de pesetas, pero escribió una carta al Ministerio de Cultura quejándose del trato a la lengua catalana y a Cataluña —«la única nación mía, y mi única lengua, a las que presto incondicional obediencia y pleitesía son la nación y la lengua catalanas»— por parte del gobierno central; acabando su carta con una llamada a «las naciones pequeñas o modestas como la nuestra, rechazando la farsa de los colegios electorales únicos, impuestos por dominadores mediocres». Por la misma razón rechazó la Gran Cruz de la Orden Civil de Alfonso X el Sabio y un sillón en la Real Academia Española.
En octubre de 1994 acabó el Onomasticon Cataloniae, con ochenta y nueve años de edad, fruto de un intenso y exhaustivo trabajo, gracias a la ayuda de sus colaboradores, entre los cuales hay que mencionar principalmente a Xavier Terrado, Joseph Gulsoy, Philip D. Rasico, y Joan Ferrer. El primer volumen (de ocho) fue publicado en 1989.
La Fundación Coromines se encarga, desde hace algunos años, de la edición del epistolario que el autor del Diccionari mantuvo con diversas personalidades, un material amplísimo que ocupará unos veinticinco volúmenes. Se han publicado ya las correspondencias de Corominas con Pompeu Fabra, Francesc de B. Moll, Josep Pla, Joan Fuster, varios exiliados catalanes, Carles Riba y Joan Sales. La edición y anotación de estos libros está a cargo de Joan Pujadas, Josep Ferrer y Joan Ferrer, todos ellos colaboradores del filólogo. Otro epistolario a punto de entrar en prensa es el de Corominas con su maestro Ramón Menéndez Pidal, que han preparado los profesores José Antonio Pascual (quien colaboró en su Diccionario crítico etimológico castellano e hispánico, Gredos, Madrid, 6 vol., 1980-1991) y José Ignacio Pérez Pascual. Las cartas abarcan desde 1939, año en que el lingüista se va al exilio, hasta 1955. Pidal fue profesor suyo en Madrid y siempre apoyó de forma entusiasta su proyecto.
Aunque su inmensa obra filológica fue conocida tardíamente por los no especialistas, la aportación de Corominas a la lexicografía y a la etimología de catalán y castellano es extraordinariamente valiosa, y así le fue reconocido al final de su vida por medio de las mayores distinciones académicas. Tenía un profundo conocimiento del catalán, castellano y occitano, así como de la lingüística indoeuropea y arábiga. También tenía un buen conocimiento del euskera, por lo que fue nombrado académico honorario de la Real Academia de la Lengua Vasca en 1994. Entre los conmemorativos a Coromines, hay una plaza en el Raval de Barcelona nombrada para él, además de colegios o escuelas que llevan su nombre en Mataró, Benicarló y Pineda de Mar.

### Obra
- Vocabulario aranés (1931)
- What Should Be Known About the Catalan Language (1951), pequeño opúsculo publicado en inglés para presentar la lengua catalana al público estadounidense, fue traducido al catalán en 1954 con el título El que s’ha de saber de la llengua catalana.
- Algunes lleis fonètiques catalanes no observades fins ara (1954)
- Diccionario crítico etimológico de la lengua castellana (1954-1957). Esta obra tuvo una segunda edición, muy ampliada, llevada a cabo con la ayuda de José Antonio Pascual y titulada Diccionario crítico etimológico castellano e hispánico (1984-1991).
- Coromines, Joan (1961). Breve diccionario etimológico de la lengua castellana. Madrid: Editorial Gredos.
- Estudis de toponímia catalana (1965-1970)
- Lleures i converses d’un filòleg (1971)
- Tópica hespérica. Estudio sobre los antiguos dialectos, el substrato y la toponímia romances (1972)
- Entre dos llenguatges (1976-1977)
- Diccionari Etimològic i Complementari de la Llengua Catalana (1980-2001). Obra monumental sobre la lengua catalana.
- Onomasticon Cataloniæ (1989-1997), recopilación etimológica de topónimos del ámbito catalanohablante. Consta de ocho volúmenes. El octavo se publicó póstumamente.
- El parlar de la Vall d'Aran. Gramàtica, diccionari i estudis lexicals sobre el gascó (1990)
- Breve diccionario etimológico de la lengua castellana (1990)
- Diccionario crítico etimológico castellano e hispánico. Obra completa. Madrid: Editorial Gredos. [Con la colaboración de José A. Pascual]. 1991-1997. ISBN 978-84-249-1362-5.

1. Volumen I: A-ca. 1991 (1ª ed., 6ª imp.). ISBN 978-84-249-1361-8.
2. Volumen II: Ce-f. 1996 (1ª ed., 6ª imp.). ISBN 978-84-249-1363-2.
3. Volumen III: G-ma. 1997 (1ª ed., 7ª imp.). ISBN 978-84-249-1365-6.
4. Volumen IV: Me-re. 1997 (1ª ed., 7ª imp.). ISBN 978-84-249-0066-3.
5. Volumen V: Ri-x. 1997 (1ª ed., 5ª imp.). ISBN 978-84-249-0879-9.
6. Volumen VI: Y-z, índices. 1991 (1ª ed., 3ª imp.). ISBN 978-84-249-1456-1.

## Biografía
- VV.AA. (2008). Joan Coromines, vida y obra. Madrid: Editorial Gredos. ISBN 978-84-249-3556-6.